# 1817
Évszázadok: 18. század – 19. század – 20. század
Évtizedek: 1760-as évek – 1770-es évek – 1780-as évek – 1790-es évek – 1800-as évek – 1810-es évek – 1820-as évek – 1830-as évek – 1840-es évek – 1850-es évek – 1860-as évek
Évek: 1812 – 1813 – 1814 – 1815 –  1816 – 1817 – 1818 – 1819 – 1820 – 1821 – 1822

## Események

### Határozott dátumú események
- január 17–február 9. – Argentínából elindul egy hadsereg José de San Martín vezetésével, hogy az Andokon átkelve(wd) felszabadítsa Chilét és Perut.[1]
- február 12. – Az argentin és chilei csapatok a chacabucói csatában(wd) legyőzik a spanyolokat.[2]
- március 3. – Az Amerikai Egyesült Államok Kongresszusa megszavazza a Mississippi Terület kettéosztását, létrehozva így az Alabama Területet.
- március 4.
  - A Helytartótanács elrendeli, hogy a vármegyék a beszedett hadiadót közvetlenül a hadipénztárba fizessék be, megtiltva ezzel a vármegyék saját céljaira való felhasználását.[3]
  - James Madisont James Monroe követi az Egyesült Államok elnöki székében.[4]
- április 15. – Az Egyesült Államokban Hartfordban (Connecticut) megnyílik az első iskola süketeknek.
- május 19. – I. Ferenc osztrák császár és magyar király Joseph Sedlnitzky grófot kinevezi rendőrminiszternek.[forrás?]
- június 25. –  Koppenhágában a rendőrség fojt el egy nagy börtönlázadást.
- augusztus 23. –  Görögországban 65 halálos áldozatot szed egy földrengés.
- október 27. – I. Radama imerinai királyt Nagy-Britannia elismeri egész Madagaszkár királyának, ami a Madagaszkári Királyság megalapítását jelenti.
- október 31. –  Ninkó japán császár trónra lép.
- november 18. (Julián naptár szerint november 6.) –  A szerb nemzetgyűlés Miloš Obrenovićot fejedelemmé nyilvánítja.[5]
- november 22. –  Frédéric Cailliaud ókori római smaragdbányákat fedez fel Egyiptomban.
- december 10. –  A korábbi Mississippi Területből kivált Mississippi a USA 20. tagállama lesz..
- december 23. –  I. Ferenc magyar király elrendeli, hogy a vármegyékben a táblabírák a királyi rendeleteket a megyegyűlés jóváhagyása nélkül is hajtsák végre.[forrás?]

### Határozatlan dátumú események
- Miután az osztrák császári hadseregben 1812-től kötelezővé tették az úszás oktatását, a helyőrségi parancsnokság a budai vár alatti Duna parton felállíttatja az első magyarországi uszodát.[6]

## Az év témái

### 1817 a tudományban
- Joseph von Fraunhofer közzéteszi a Nap színképének első tudományos igényű osztályzását (A-K vagy Fraunhofer-féle vonalak).
- Megindul a Tudományos Gyűjtemény, sok éven át a magyar nyelvű tudományosság legfőbb orgánuma.[7]

## Születések
- január 7. – Daniss Zsigmond katolikus pap, költő (†1863)
- január 29. – William Ferrel amerikai meteorológus, az elméleti meteorológia egyik megalapozója († 1891)
- február 19. – Kossuth Zsuzsanna, az 1848–49-es szabadságharcban a tábori kórházak főápolónője, Kossuth Lajos húga († 1854)
- március 2. – Arany János, a 19. század egyik legnagyobb magyar költője († 1882)
- április 4. – Schneider Antal orvos, honvéd ezredes († 1897)
- április 8. – Laborfalvi Róza a magyar színjátszás egyik úttörője († 1886)
- május 5. – Gaston de Raousset-Boulbon francia kalandor, a Sonorai Francia Állam alapítója († 1854)
- május 17. – Rudolf Hermann Lotze német filozófus († 1881)
- május 17. – Irinyi János, a gyufa feltalálója († 1895)
- május 18. – Marcelina Czartoryska lengyel hercegnő, zongoraművész, Chopin tanítványa († 1894)
- június 3. – Murmann Sámuel, az 1848–49-es forradalom és szabadságharc soproni mártírja, a líceumi zászlóalj parancsnoka († 1849)
- július 17. – Ivan Konsztantyinovics Ajvazovszkij örmény származású orosz festő († 1900)
- augusztus 3. – Jubál Károly, az 1848–49-es forradalom és szabadságharcot követő függetlenségi szervezkedések egyik vezetője és vértanúja († 1853)
- augusztus 3. – Habsburg–Tescheni Albert főherceg osztrák főherceg, Teschen második hercege, tábornagy, főhadparancsnok, nagybirtokos, nagyiparos († 1895)
- szeptember 14. – István nádor († 1867)
- szeptember 21. – Gál Sándor honvéd tábornok († 1866)
- szeptember 28. – Tompa Mihály költő († 1868)
- október 24. – Lázár Vilmos honvéd ezredes, aradi vértanú († 1849)
- november 12. – Baháalláh, a bahái hit alapítója. († 1892)
- november 30. – Theodor Mommsen Irodalmi Nobel-díjas német író, politikus († 1903)
- december 2. – Georg Daniel Teutsch erdélyi szász történész, evangélikus püspök († 1893)
- december 2. – Bangya János honvédalezredes († 1868)
- december 11. – Fekete János megyei tiszteletbeli főjegyző, levéltáros, költő († 1877)

## Halálozások
- március 11. – Aranka György, magyar író (* 1737)
- március 15. – Abaffy Ferenc, Árva vármegye alispánja és országgyűlési követe, a magyar jakobinus mozgalom tagja (* 1732?)
- április 4. – André Masséna, Rivoli és Esseling hercege, francia marsall, a francia forradalmi és napóleoni háborúk kiemelkedő hadvezére (* 1758)
- április 12. – Charles Messier, francia csillagász (* 1730)
- július 18. – Jane Austen, angol írónő (* 1775)
- október 14. – F. F. Usakov, orosz tengernagy (*1744)
- október 15. – Tadeusz Kościuszko, lengyel szabadságharcos (* 1746)
- november 30. – Bruna Xaver Ferenc, magyar jezsuita rendi egyetemi tanár (* 1745)
- december 7. – William Bligh angol tengerésztiszt, a Bounty kapitánya (* 1754)
- december 13. – Kitaibel Pál, orvos, kémikus (* 1757)